# L'Aventure intérieure
Pour plus de détails, voir Fiche technique et Distribution.
L'Aventure intérieure ou L'InterEspace au Québec (Innerspace) est un film américain réalisé par Joe Dante et sorti en 1987.
Le film met en vedette dans les rôles principaux Dennis Quaid, Martin Short et Meg Ryan.
Le film suit le lieutenant de l'US Navy, Tuck Pendleton qui est un anticonformiste porté sur la boisson. Il se porte volontaire pour une expérience scientifique très risquée : miniaturisé, aux commandes d'un submersible de poche, il a pour mission d'explorer le système vital de l'organisme d'un lapin. Mais des espions industriels envahissent le laboratoire pour s'emparer de la puce qui permet d'inverser le processus de miniaturisation. Durant la fuite de l'un des scientifiques, Tuck se trouve propulsé dans le corps de Jack Putter, un employé de supermarché dépressif, complexé et hypocondriaque, avec lequel il parvient à entrer en communication. Comme ses réserves d'oxygène s'amenuisent d'heure en heure, Tuck est condamné à une mort certaine. La course contre la montre s'engage pour le sauver.
Le film rencontre un honnête succès commercial et obtient l'Oscar des meilleurs effets visuels.

## Synopsis
Le lieutenant Tuck Pendleton, un aviateur de la marine américaine basé à San Francisco, est en pleine crise personnelle et décide de démissionner. Il accepte de participer à une expérience scientifique révolutionnaire de miniaturisation. Le but de l'expérience est de réduire à une taille microscopique un sous-marin spécial, avec Tuck à son bord. Une fois miniaturisé, le sous-marin et Tuck sont placés dans une seringue, prêts à être injectés dans un lapin de laboratoire pour tester l'expérience.
Cependant, la situation tourne mal lorsqu'un groupe rival, dirigé par la redoutable Dr. Margaret Canker, attaque le laboratoire pour voler la technologie de miniaturisation. Le superviseur de l'expérience, Ozzie Wexler, parvient à s'échapper avec la seringue contenant Tuck, mais il est poursuivi par un des hommes de main de Canker, Mr. Igoe. Une course-poursuite s'engage, qui se termine dans un centre commercial où Ozzie est abattu par Igoe. Dans un ultime effort pour sauver l'expérience, Ozzie injecte Tuck et son submersible dans un passant, Jack Putter, un employé d'épicerie hypochondriaque qui est souvent exploité par son patron et méprisé par sa collègue Wendy.
Lorsqu'il reprend connaissance, Tuck ignore qu'il a été injecté dans un humain et pense toujours être à l'intérieur du lapin. Il tente de contacter le laboratoire, mais sans succès. Finalement, il découvre qu'il est en fait à l'intérieur du corps de Jack en implantant une caméra sur le nerf optique de celui-ci. Tuck établit le contact avec Jack en se connectant à son tympan, ce qui lui permet de communiquer directement avec lui. Tuck explique à Jack qu'il dispose de seulement quelques heures d'oxygène et qu'il doit retourner au laboratoire pour être extrait.
Au laboratoire, les scientifiques révèlent que le groupe rival a volé l'une des deux puces informatiques essentielles au processus de miniaturisation, l'autre étant sur le sous-marin de Tuck. Le cerveau de l'opération est Victor Scrimshaw, dont les complices incluent la Dr. Canker, Mr. Igoe, et un mystérieux personnage connu sous le nom de Cowboy.
Jack, sous les directives de Tuck, contacte Lydia Maxwell, la petite amie de Tuck et une journaliste qui a déjà eu affaire au Cowboy. Ils découvrent que ce dernier prévoit d'acheter la puce volée à Scrimshaw. Après l'avoir suivi dans un nightclub, Lydia réussit à attirer l'attention de Cowboy et à se faire inviter à son hôtel. Pendant ce temps, Jack croise Wendy, qui commence à s'intéresser à lui en pensant qu'il mène une double vie. Jack suit Lydia et Cowboy jusqu'à l'hôtel, où il parvient à assommer ce dernier. Grâce à l'équipement du submersible, Tuck manipule les muscles du visage de Jack pour qu'il prenne l'apparence de Cowboy. Lydia et Jack, déguisé en Cowboy, rencontrent Scrimshaw pour voler la puce. Mais, sous la pression, Jack perd son calme et son visage retrouve son apparence normale, dévoilant leur stratagème. Ils sont capturés par Igoe et emmenés au laboratoire de Scrimshaw.
Pendant leur captivité, Jack et Lydia échangent un baiser. Une fois au laboratoire, les criminels miniaturisent Igoe, qui a pris place dans un submersible en force d'armure, et l'injectent dans Jack, avec pour mission de localiser Tuck, de le tuer et de récupérer la puce restée attachée au submersible.
Alors qu'Igoe est à l'intérieur de Jack, ce dernier et Lydia parviennent à se libérer et ordonnent aux criminels de se miniaturiser à leur tour sous la menace d'une arme. Ne sachant pas manipuler les commandes, ils réduisent accidentellement tout le monde à la moitié de leur taille initiale. Pendant ce temps, Tuck, qui se rend compte qu'il est désormais dans le corps de Lydia à la suite du baiser qu'elle a échangé avec Jack, découvre qu'elle est enceinte de son enfant. Pour attirer leur attention, il se dirige vers son tympan et joue leur chanson préférée, Cupid de Sam Cooke. Jack et Lydia s'embrassent de nouveau, ramenant Tuck dans le corps de Jack. Dans l'estomac, celui ci affronte Igoe, qui finit dissous par les sucs gastriques.
De retour au laboratoire, avec une réserve d'oxygène presque épuisée, Jack suit les instructions de Tuck pour éjecter le submersible de ses poumons en provoquant un éternuement, grâce à son allergie à la laque pour cheveux. Tuck et le submersible sont finalement agrandis avec succès, et Tuck retrouve Lydia, tout en rencontrant Jack pour la première fois en personne.
Le film se termine par le mariage de Tuck et Lydia, où Jack est le témoin. Tuck porte les puces de l'expérience en guise de boutons de manchettes. Alors qu'ils montent dans la limousine pour leur lune de miel, on découvre que le Cowboy est le chauffeur et que Scrimshaw et Canker, toujours miniaturisés, se cachent dans une valise dans le coffre. Jack, désormais confiant et maître de sa vie, reconnaît Cowboy, annonce à son médecin qu'il est guéri, rejette Wendy et démissionne de son travail. Il saute ensuite dans la Mustang de Tuck, prêt à poursuivre la limousine pour sauver les jeunes mariés.

## Fiche technique
Sauf indication contraire, les informations mentionnées dans cette section peuvent être confirmées par la base de données cinématographiques IMDb,  présente dans la section « Liens externes ».
- Titre original : Innerspace
- Titre français : L'Aventure intérieure
- Titre québécois : L'InterEspace
- Réalisation : Joe Dante
- Scénario : Jeffrey Boam et Chip Proser, d'après une histoire de Chip Proser
- Musique : Jerry Goldsmith
- Direction artistique : William F. Matthews
- Décors : James H. Spencer
- Costumes : Rosanna Norton (en)
- Photographie : Andrew Laszlo
- Son : Robert J. Litt, Steve Maslow, Elliot Tyson, Mark Mangini
- Montage : Kent Beyda (en)
- Production : Michael Finnell (en)
  - Coproducteur : Chip Proser
  - Producteurs exécutifs : Peter Guber, Jon Peters et Steven Spielberg
  - Producteurs associés : Frank Marshall et Kathleen Kennedy
- Sociétés de production : Warner Bros., Guber-Peters Company et Amblin Entertainment
- Société de distribution : Warner Bros.
- Pays de production :  États-Unis
- Langue originale : anglais
- Format : couleur - 1,85:1 - Dolby Surround - 35 mm
- Genre : aventure, science-fiction, action, comédie, espionnage
- Durée : 120 minutes
- Dates de sortie[1] : 
  - États-Unis : 1er juillet 1987
  - France : 16 décembre 1987

## Distribution
- Dennis Quaid (VF : Bernard Lanneau ; VQ : Hubert Gagnon) : le lieutenant Tuck Pendleton
- Martin Short (VF : Jean-François Vlérick ; VQ : Jacques Lavallée) : Jack Putter
- Meg Ryan (VF : Virginie Ledieu ; VQ : Claudie Verdant) : Lydia Maxwell
- Kevin McCarthy (VF : Marc Cassot ; VQ : Ronald France) : Victor Eugene Scrimshaw
- Fiona Lewis (VF : Maria Tamar ; VQ : Mireille Thibault) : Dr. Margaret Canker
- Vernon Wells : M. Igoe
- Robert Picardo (VF : Mostéfa Stiti ; VQ : Luis de Cespedes) : le Cow-boy
- Wendy Schaal (VF : Laurence Crouzet ; VQ : Anne Bédard) : Wendy
- Harold Sylvester (VF : Tola Koukoui ; VQ : Guy Nadon) : Pete Blanchard
- Henry Gibson (VF : Pierre Baton ; VQ : Luc Durand) : M. Wormwood
- William Schallert (VF : Roger Crouzet) : Dr. Greenbush
- John Hora (en) (VF : Jean-Claude Montalban) : Dr. Ozzie Wexler
- Mark L. Taylor (VF : Vincent Violette) : Dr. David Niles
- Orson Bean (VF : Pierre Londiche) : le directeur du journal de Lydia
- Kevin Hooks (VF : Thierry Ragueneau) : Duane, un employé du journal
- Kathleen Freeman (VF : Thamila Mesbah) : la femme dans le cauchemar de Jack
- Archie Hahn (en) (VF : Philippe Peythieu) : le faux coursier
- Dick Miller (VF : Claude Joseph) : le chauffeur de taxi
- Kenneth Tobey : l'homme aux toilettes du restaurant
- Joe Flaherty : le patient dans la salle d'attente
- Andrea Martin : la patiente dans la salle d'attente
- Shawn Nelson (en) (VF : Georges Caudron) : Wendell, un employé de Vectorscope
- Grainger Hines : Rusty, un pilote au banquet
- Terence McGovern (VF : Yves Barsacq) : le directeur de l'agence de voyage
- Paul Barselou : le passager à côté du Cow-boy dans l'avion
- Rance Howard : un client au supermarché (caméo)
- Laura Waterbury : une cliente au supermarché (caméo)
- Chuck Jones : un client au supermarché (caméo)
- Jeffrey Boam : l'homme interviewé par Lydia au banquet (caméo)
- Neil Ross (VF : Jean-Claude Robbe) : l'ordinateur de bord du vaisseau de Tuck (voix)
- Charles Aidman (VF : Pierre Hatet) : le speaker au banquet (voix off)
- Arthur Kane : un passager dans l'avion (non crédité)
- Joe Dante : un employé de Vectorscope (caméo non crédité)
- Mel Blanc (VF : Guy Piérauld) : le Bugs Bunny mécanique (caméo vocal non crédité)

## Production

### Genèse et développement
Le script est initialement développé par Chip Proser, qui a comme idée de départ de faire une parodie du film Le Voyage fantastique de Richard Fleischer sorti en 1966, dans lequel un sous-marin miniaturisé est injecté dans un corps humain. Joe Dante reprend le concept sur le ton de la parodie. Producteur du film Steven Spielberg propose la réalisation à Robert Zemeckis, qui refuse. Le poste de réalisateur est proposé à John Carpenter, puis à Joe Dante. Les deux hommes ont travaillé ensemble sur Gremlins. Joe Dante a d'abord hésité, avant que le script soit réécrit dans un style plus drôle.

### Attribution des rôles
Mel Gibson, Rick Moranis ou encore Robin Williams ont été envisagés pour incarner Jack Putter.
Amy Irving, alors mariée à Steven Spielberg (producteur du film), voulait à tout prix incarner Lydia Maxwell. Alors que de nombreuses actrices sont envisagées (Jodie Foster, Michelle Pfeiffer, Karen Allen, Sigourney Weaver, Jamie Lee Curtis, Mary Elizabeth Mastrantonio, Linda Hamilton, Rene Russo, Julia Roberts, Anjelica Huston…), le rôle est confié à Meg Ryan. C'est lors de ce film que l'actrice rencontre Dennis Quaid. Ils se marient en 1991.
Comme tous les films précédents de Joe Dante, L'Aventure intérieure contient un personnage incarné par Dick Miller : il tient ici le rôle du chauffeur de taxi. Par ailleurs, comme deux précédents films de Joe Dante, le film contient un caméo de Chuck Jones, réalisateur d'un grand nombre d'épisodes des Looney Tunes : on l'aperçoit ici faisant la queue au supermarché. Joe Dante lui-même est présent, en tant qu'employé du laboratoire Vectorscope attaqué par les terroristes.

### Tournage
Le tournage s'est déroulé en Californie : à Los Angeles (Northridge et son université d'État, Sherman Oaks, vallée de San Fernando), Rancho Palos Verdes et San Francisco (Conservatory of Flowers) et dans les Warner Bros. Studios de Burbank.

## Bande originale
- Twistin' the Night Away, interprété par Rod Stewart
- Is It Really Love?, interprété par Narada Michael Walden
- Hypnotize Me, interprété par Wang Chung
- Will I Ever Understand You, interprété par Berlin
- Twistin' the Night Away, interprété par Sam Cooke
- Cupid, interprété par Sam Cooke
- I'm An Old Cow Hand (From The Rio Grande), composé par Johnny Mercer

## Accueil
Le film a connu un certain succès commercial, rapportant environ 25 893 000 $ au box-office en Amérique du Nord. En France, il a réalisé 1 764 113 entrées.
Il a reçu un accueil critique favorable, recueillant 81 % de critiques positives, avec une note moyenne de 6,6/10 et sur la base de 36 critiques collectées, sur le site agrégateur de critiques Rotten Tomatoes.

## Distinctions

### Récompense
- Oscars 1988 : meilleurs effets visuels (Dennis Muren, Bill George, Harley Jessup et Kenneth Smith)

### Nomination
- Saturn Awards 1988 : meilleur film de science-fiction, meilleur réalisateur et meilleurs effets spéciaux